# Pons de Gontaut-Biron

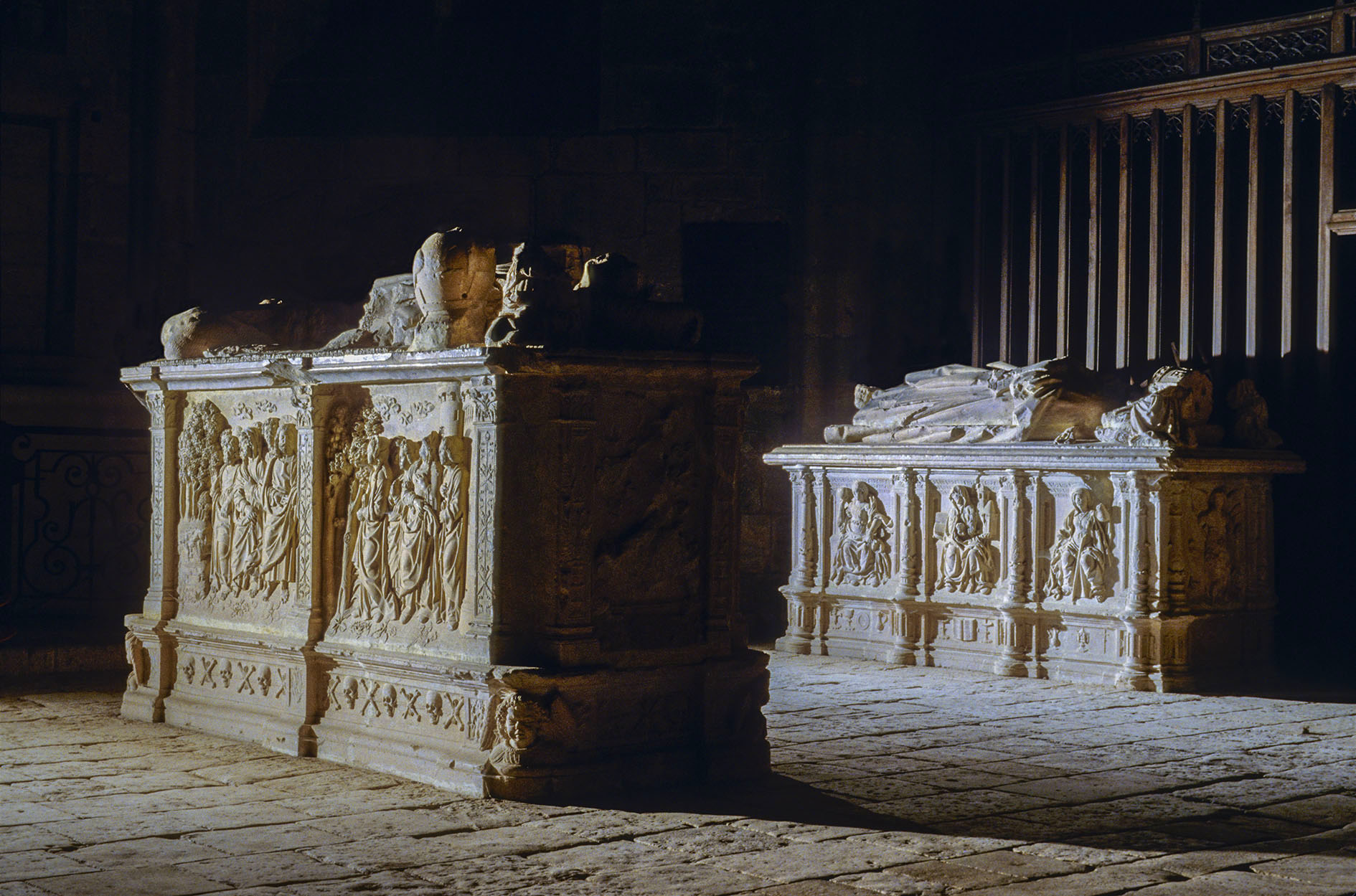
Grafmonumenten van Pons de Gontaut (links) en Armand de Gontaut (rechts) in de kasteelkapel van Biron

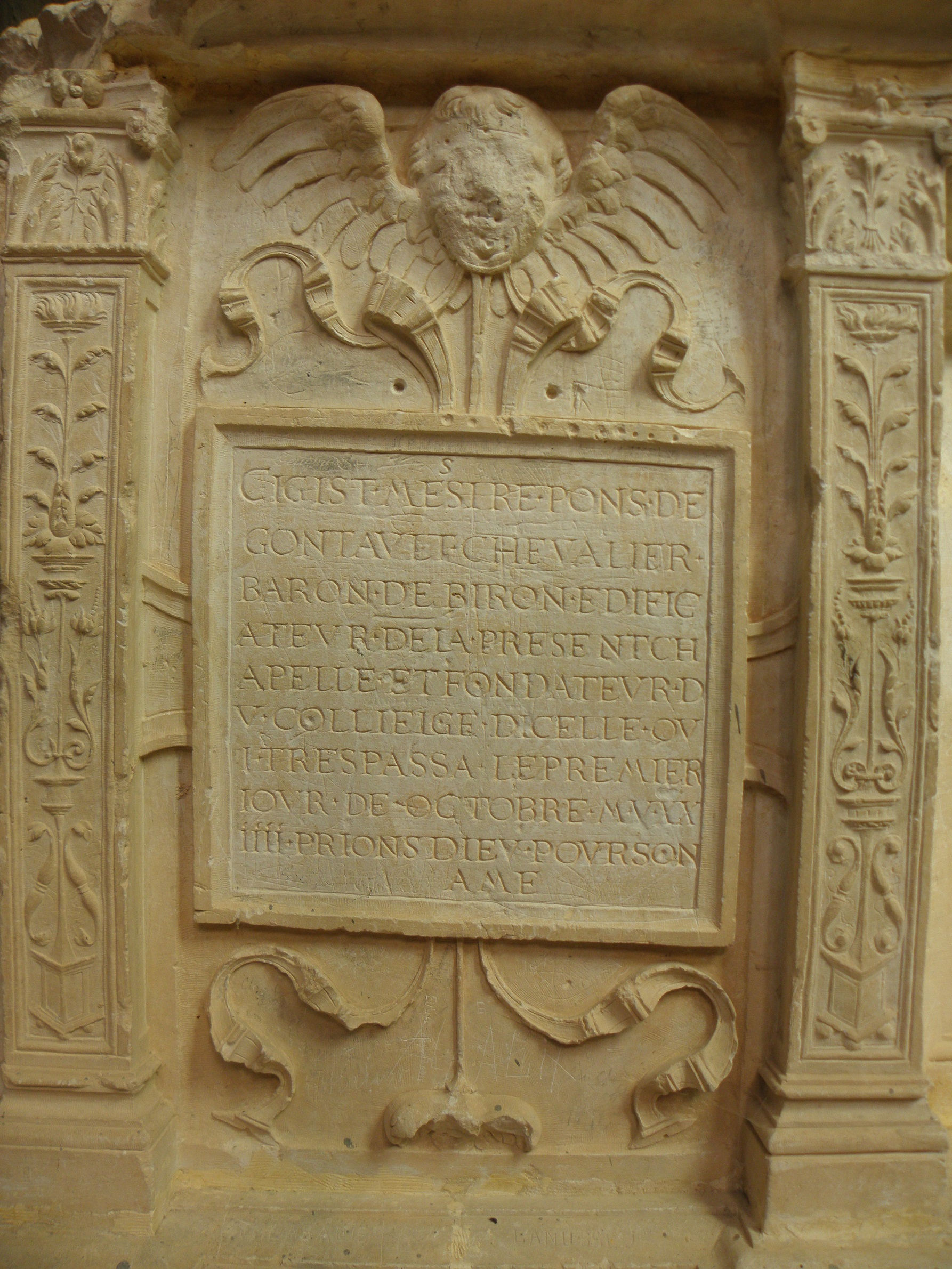
Inscriptie op zijn sarcofaag

Pons de Gontaut-Biron (2e helft 15e eeuw - 1 oktober 1524) was een Frans militair en hoveling.
Hij was een zoon van Pons VI de Gontaut en Catherine de Salagnac en hij volgde eind 15e eeuw zijn vader op als baron van Biron in de Périgord. Hij was de broer van Armand de Gontaut, bisschop van Sarlat.
Pons was kamerheer, raadsheer en maître d'hôtel van koning Karel VIII van Frankrijk. Hij vergezelde het Franse leger tijdens de Italiaanse Oorlogen. Hij was de bouwheer van de kapel van het kasteel van Biron. De bouwmeester was de meester van Biron, de noodnaam voor een architect aan wie ook het kasteel van Montal en gebouwen in Sarlat worden toegeschreven. De kasteelkapel werd opgetrokken tussen 1498 en 1504 en is een voorbeeld van de vroege Franse renaissancearchitectuur. Pons kreeg toelating voor de bouw van paus Alexander VI in 1495. De kapel werd gewijd aan Notre-Dame-de-Pitié. In 1519 werd met een nieuwe pauselijke bul de kapel verheven tot kapittelkerk. Pons overleed in 1524 en werd begraven in de kasteelkapel in een graftombe met gisant. De sarcofaag vermeldt het overlijdensjaar en toont in bas-reliëf scènes uit het leven van Christus en Lazarus. De gisant werd erg beschadigd ten tijde van de Franse Revolutie. Het grafmonument werd beschermd als monument historique in 1983.
Pons werd opgevolgd door zijn zoon Jean de Gontaut als baron van Biron. Hij was de grootvader van Armand de Gontaut, maarschalk van Frankrijk.
Naar verluidt stond Pons de Gontaut bekend om zijn kleine gestalte en hij zou een inspiratiebron zijn geweest voor Charles Perrault voor het sprookje van Klein Duimpje.